# Dialakoro
Dialakoro är en ort i Burkina Faso.   Den ligger i provinsen Province du Kénédougou och regionen Hauts-Bassins, i den västra delen av landet, 400 km väster om huvudstaden Ouagadougou. Dialakoro ligger 465 meter över havet och antalet invånare är 1 078.
Terrängen runt Dialakoro är platt. Runt Dialakoro är det ganska glesbefolkat, med 22 invånare per kvadratkilometer.. Det finns inga andra samhällen i närheten.
Omgivningarna runt Dialakoro är en mosaik av jordbruksmark och naturlig växtlighet.